# Società Sportiva Fiammamonza 2001-2002
Questa voce raccoglie le informazioni riguardanti la Società Sportiva Fiammamonza nelle competizioni ufficiali della stagione 2001-2002.

## Divise e sponsor
La prima tenuta da gioco è formata da maglia rossa, pantaloncini rossi o bianchi e calzettoni rossi, mentre la seconda è completamente bianca.
|  | 1ª divisa |  | 2ª divisa |

## Organigramma societario
Area tecnica
- Allenatore: Raffaele Solimeno
- Allenatore in seconda: Giancarlo Padovan

## Rosa
Rosa aggiornata alla fine della stagione.
| N. |                   | Ruolo | Calciatrice          |
| -- | ----------------- | ----- | -------------------- |
|    | Italia (bandiera) | D     | Elisa Asperti        |
|    | Italia (bandiera) | C     | Paola Balconi        |
|    | Italia (bandiera) | P     | Maria Elena Bassano  |
|    | Italia (bandiera) | D     | Barbara Bonini       |
|    | Italia (bandiera) | C     | Martina Cortesi      |
|    | Italia (bandiera) | C     | Roberta D'Adda       |
|    | Italia (bandiera) | D     | Carmelina D'Andolfo  |
|    | Italia (bandiera) | D     | Filomena De Vincenzo |
|    | Italia (bandiera) | A     | Valentina Del Fiol   |
|    | Italia (bandiera) | C     | Laura Donghi         |
|    | Italia (bandiera) | A     | Marianna Hofer       |
|    | Italia (bandiera) | C     | Monica Lanzani       |

| N. |                      | Ruolo | Calciatrice        |
| -- | -------------------- | ----- | ------------------ |
|    | Finlandia (bandiera) | A     | Rosa Lappi-Seppälä |
|    | Italia (bandiera)    | D     | Camilla Meroni     |
|    | Italia (bandiera)    | C     | Roberta Miranda    |
|    | Italia (bandiera)    | A     | Debora Novelli     |
|    | Italia (bandiera)    | C     | Lara Pirovano      |
|    | Italia (bandiera)    | C     | Elena Rivolta      |
|    | Italia (bandiera)    | D     | Elena Rodolfi      |
|    | Italia (bandiera)    | D     | Viviana Schiavi    |
|    | Italia (bandiera)    | C     | Daniela Stracchi   |
|    | Italia (bandiera)    | D     | Elisabetta Tona    |
|    | Italia (bandiera)    | P     | Francesca Ventura  |
|    | Italia (bandiera)    | C     | Laura Zangari      |

## Calciomercato

### Sessione estiva
| Acquisti | Acquisti           | Acquisti | Acquisti   |
| R.       | Nome               | da       | Modalità   |
| -------- | ------------------ | -------- | ---------- |
| A        | Rosa Lappi-Seppälä | Foroni   | svincolata |

| Cessioni | Cessioni | Cessioni | Cessioni |
| R.       | Nome     | a        | Modalità |
| -------- | -------- | -------- | -------- |
|          |          |          |          |

## Risultati

### Serie A

#### Girone di andata
| Arbitro: | Di Mauro (Siracusa) |

|  |           |                      |
|  | Marcatori | 12’ Carta 14’ Carrus |

| Arbitro: | Del Bianco (Vasto) |

|                  |           |             |
| Novelli 46’, 76’ | Marcatori | 13’ Tittoni |

| Monza 1º dicembre 2001, ore 14:30 CET 9ª giornata | Fiammamonza | 1 – 3 | Ruco Line Lazio | Stadio Gino Alfonso Sada |

#### Girone di ritorno
| Sassari 26 gennaio 2002, ore 14:30 CET 15ª giornata | Torres Terra Sarda | 0 – 0 referto | Fiammamonza | Stadio Vanni Sanna\| Arbitro: \| Conte (Formia) \| |
| Arbitro:                                            | Conte (Formia)     |               |             |                                                    |

| Arbitro: | Fabio Ventura (Cagliari) |

|                      |           |                                         |
| Sodini 26’ Secci 33’ | Marcatori | 9’ Hofer 17’ Stracchi 17’ Lappi-Seppälä |

| Roma 6 aprile 2002, ore 16:00 CEST 22ª giornata | Ruco Line Lazio | 6 – 1 | Fiammamonza | Stadio Tre Fontane |

### Coppa Italia

#### Terzo turno
| 22 dicembre 2001 | Reggiana | 1 – 2 | Fiammamonza |  |

#### Ottavi di finale
| Monza 23 gennaio 2002 Andata | Fiammamonza | 4 – 0 | Torino | Stadio Gino Alfonso Sada |

| 2 febbraio 2002 Ritorno | Torino | 1 – 3 | Fiammamonza |  |

#### Quarti di finale
| Monza 27 febbraio 2002 Andata | Fiammamonza | 3 – 0 | Como 2000 | Stadio Gino Alfonso Sada |

| 13 marzo 2002 Ritorno | Como 2000 | 1 – 1 | Fiammamonza |  |

#### Semifinali
| 3 aprile 2002 Andata | Foroni | 5 – 0 | Fiammamonza |  |

| Monza 17 aprile 2002 Ritorno | Fiammamonza | 0 – 1 | Foroni | Stadio Gino Alfonso Sada |

## Statistiche

### Statistiche di squadra
| Competizione | Punti | In casa | In casa | In casa | In casa | In casa | In casa | In trasferta | In trasferta | In trasferta | In trasferta | In trasferta | In trasferta | Totale | Totale | Totale | Totale | Totale | Totale | DR  |
| Competizione | Punti | G       | V       | N       | P       | Gf      | Gs      | G            | V            | N            | P            | Gf           | Gs           | G      | V      | N      | P      | Gf     | Gs     | DR  |
| ------------ | ----- | ------- | ------- | ------- | ------- | ------- | ------- | ------------ | ------------ | ------------ | ------------ | ------------ | ------------ | ------ | ------ | ------ | ------ | ------ | ------ | --- |
| Serie A      | 49    | 13      | -       | -       | -       | -       | -       | 13           | -            | -            | -            | -            | -            | 26     | 15     | 4      | 7      | 45     | 31     | +14 |
| Coppa Italia | -     | 3       | 2       | 0       | 1       | 7       | 1       | 4            | 2            | 1            | 1            | 6            | 8            | 7      | 4      | 1      | 2      | 13     | 9      | +4  |
| Totale       | -     | -       | -       | -       | -       | -       | -       | -            | -            | -            | -            | -            | -            | 33     | 19     | 5      | 9      | 58     | 40     | +18 |